# Княжевское муниципальное образование
Княжевское муниципальное образование — упразднённое в 2015 году сельское поселение в Тюменском районе Тюменской области Российской Федерации.
Административный центр — село Княжево.

## История
Статус и границы сельского поселения установлены Законом Тюменской области от 5 ноября 2004 года № 263 «Об установлении границ муниципальных образований Тюменской области и наделении их статусом муниципального района, городского округа и сельского поселения».
Законом Тюменской области от 1 июня 2015 года муниципальное образование рабочий поселок Богандинский и Княжевское муниципальное образование Тюменского муниципального района Тюменской области преобразованы путём их объединения во вновь образованное Богандинское муниципальное образование со статусом сельского поселения с административным центром в рабочем посёлке Богандинский.

## Население
| 2010 | 2011 | 2012 | 2013 | 2014 | 2015 |
| ---- | ---- | ---- | ---- | ---- | ---- |
| 562  | →562 | ↘558 | ↗583 | ↘577 | ↗611 |

## Состав сельского поселения
| № | Населённый пункт | Тип населённого пункта       | Население |
| - | ---------------- | ---------------------------- | --------- |
| 1 | Княжево          | село, административный центр | 511       |
| 2 | Кыштырла         | деревня                      | 35        |
| 3 | Песьянка         | деревня                      | ↗16       |